# Joe Burrow
Joseph Lee Burrow (Ames, 10 de dezembro de 1996) é um jogador de futebol americano que atua na posição de quarterback pelo Cincinnati Bengals da National Football League (NFL).
Antes de ir para a liga profissional, Burrow ficou três anos na Universidade Estadual de Ohio até se transferir para a LSU. Em 2019, lançou para mais de 5 600 jardas e 60 touchdowns, marca esta recorde para uma única temporada na história da NCAA, além de liderar o LSU Tigers ao título do campeonato nacional universitário. Por sua performance nesse ano, ele ganhou vários prêmios e honrarias, incluindo o Heisman Trophy de melhor jogador universitário de 2019.
Em abril de 2020, Burrow foi selecionado pelos Bengals como a primeira escolha da primeira rodada do Draft da NFL. Em apenas seu décimo jogo na liga, sofreu uma lesão no joelho e acabou ficando fora do restante da temporada. Na temporada seguinte, liderou os Bengals a sua primeira aparição no Super Bowl em 33 anos, mas foram derrotados pelo Los Angeles Rams.
Em 7 de setembro de 2023, Burrow renovou seu contrato com os Bengals por cinco anos, valendo US$ 275 milhões de dólares, fazendo dele o jogador mais bem pago da história da NFL até aquele momento, com um salário médio anual de US$ 55 milhões.

## Início da vida
Burrow nasceu em Ames, Iowa, em 10 de dezembro de 1996, filho de Robin e Jim Burrow. Jim é um ex-jogador e treinador de futebol americano cuja carreira durou mais de 40 anos. Burrow nasceu em Ames quando seu pai estava na equipe técnica da Iowa State University. De acordo com uma matéria da Sports Illustrated de 2019, "A linhagem atlética de Burrow remonta a quase um século". Na década de 1940, sua avó paterna estabeleceu um recorde escolar estadual do Mississippi com um jogo de 82 pontos no basquete. Seu avô paterno jogou basquete em Mississippi State; seu tio, John Burrow, jogou futebol americano em Ole Miss; e dois irmãos mais velhos também jogaram futebol americano em Nebraska.
Ele compareceu ao Rose Bowl de 2002 aos cinco anos, porque seu pai era treinador assistente de Nebraska. Pouco tempo depois, ele começou a jogar em ligas de futebol americano juvenil. Ao contrário de seu pai, tio e irmãos, que jogavam na defesa, Burrow começou como quarterback, porque seu primeiro time juvenil não tinha mais ninguém que pudesse jogar na posição. A família Burrow se mudou para Dakota do Norte em 2003, quando seu pai foi contratado como coordenador defensivo na North Dakota State University. Os Burrows passaram dois anos em Fargo, Dakota do Norte antes de Jim aceitar a posição de coordenador defensivo na Universidade de Ohio em Athens, Ohio.
Burrow estudou na Athens High School em The Plains, Ohio, levando a escola a três aparições consecutivas nos playoffs e às primeiras sete vitórias da escola em playoffs na história. Durante sua carreira, ele passou por 11.416 jardas com 157 touchdowns e correu por 2.067 jardas com 27 touchdowns. Ele recebeu o prêmio Mr. Football e o Prêmio de Jogador Ano como veterano em 2014. Ele também foi um jogador de basquete de destaque e foi nomeado para a Primeira-Equipe de Todos os Estados como armador em seu último ano. Burrow foi classificado como um recruta de futebol americano de quatro estrelas e foi o oitavo quarterback de dupla ameaça mais bem classificado na classe de 2015, de acordo com o 247Sports. Ele se comprometeu com Ohio State para jogar futebol americano em 27 de maio de 2014.
Em dezembro de 2019, o conselho escolar da Athens City School District aprovou por unanimidade uma medida para renomear o estádio de futebol americano da escola em homenagem a Burrow. A conexão de Burrow com a área continua forte, tanto que durante o Draft da NFL de 2020, ele usou uma camiseta com o número 740 em referência ao código de área de Athens.

## Carreira universitária

### Ohio State
Depois de ficar de fora do primeiro ano em Ohio State em 2015, Burrow passou os dois anos seguintes como reserva de J. T. Barrett, durante os quais jogou em 10 jogos, completando 29 de 39 passes para 287 jardas e dois touchdowns.
Durante o jogo de primavera de Ohio State em 2018, Burrow completou 15 de 22 tentativas de passe para 238 jardas e dois touchdowns. O jogo foi mais uma parte da competição do Ohio State pela posição de quarterback titular, disputada por Burrow, Barrett e Dwayne Haskins. Após o jogo, Burrow disse aos repórteres: "Não vim aqui para ficar no banco por quatro anos. Sei que sou um quarterback muito bom. Quero jogar em algum lugar." Percebendo que Haskins seria nomeado quarterback titular, Burrow foi transferido para LSU em 18 de maio de 2018. Burrow se formou na Ohio State em três anos com um diploma em serviços financeiros familiares e de consumo, e seria imediatamente elegível como uma transferência de graduação.

### LSU

#### 2018

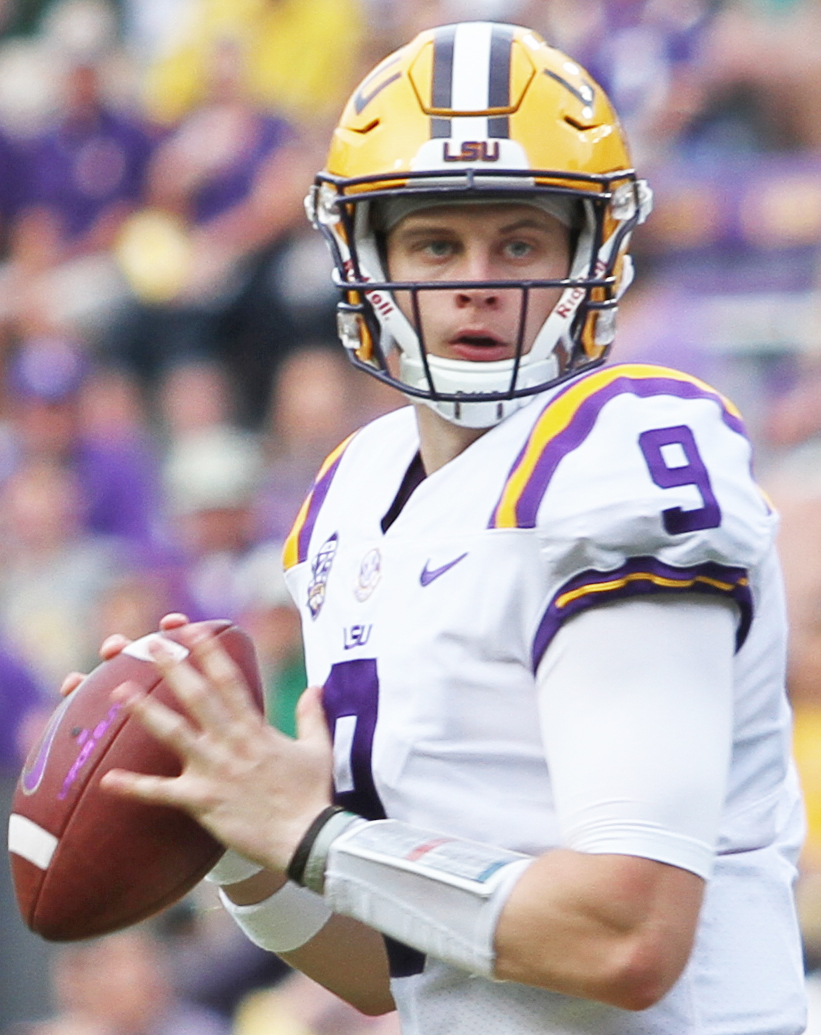
Burrow com LSU em 2018

Em seu primeiro ano na LSU, Burrow foi nomeado quarterback titular em 2018. Em uma viagem no início da temporada para enfrentar Auburn, Burrow lançou para 249 jardas e um touchdown a caminho de uma vitória de 22-21. Ele foi nomeado o Jogador Ofensivo da Semana da SEC após a vitória. Ele novamente ganhou o Prêmio de Jogador Ofensivo da Semana da SEC após uma performance de 292 jardas e três touchdowns contra Ole Miss duas semanas depois. Burrow jogou na derrota da LSU por 7 prorrogações e 5 horas de duração para o Texas A&M. Após o jogo, Burrow sentiu fadiga e teve que receber terapia intravenosa. 
Burrow ajudou a liderar a equipe para um recorde de 10–3, incluindo uma vitória sobre UCF no Fiesta Bowl. Ele terminou a temporada com 2.894 jardas de passe, 16 touchdowns e cinco interceptações. Ele adicionou 399 jardas de corrida e sete touchdowns.

#### 2019
Burrow foi novamente nomeado quarterback titular da LSU indo para sua última temporada em 2019. Na abertura da temporada contra Georgia Southern, Burrow lançou para 278 jardas e cinco touchdowns em uma vitória de 55–3, e mais tarde foi nomeado Jogador Co-Ofensivo da Semana da SEC (junto com Tua Tagovailoa). Em uma viagem da Semana 2 para enfrentar Texas, Burrow lançou para 471 jardas, quatro touchdowns e uma interceptação em uma vitória de 45–38. Suas 471 jardas foram as segundas maiores na história da universidade e as maiores desde as 528 de Rohan Davey contra Alabama em 2001. Ele foi nomeado Jogador Nacional da Semana e Jogador Ofensivo da Semana da SEC após a performance. Burrow ganhou seu terceira prêmio de Jogador Ofensivo da Semana da SEC em 21 de setembro durante o jogo da LSU contra Vanderbilt. Ele lançou para 398 jardas e um recorde da universidade de seis touchdowns na vitória por 66–38. Ele se tornou o primeiro quarterback da LSU a lançar para mais de 350 jardas em três jogos consecutivos.

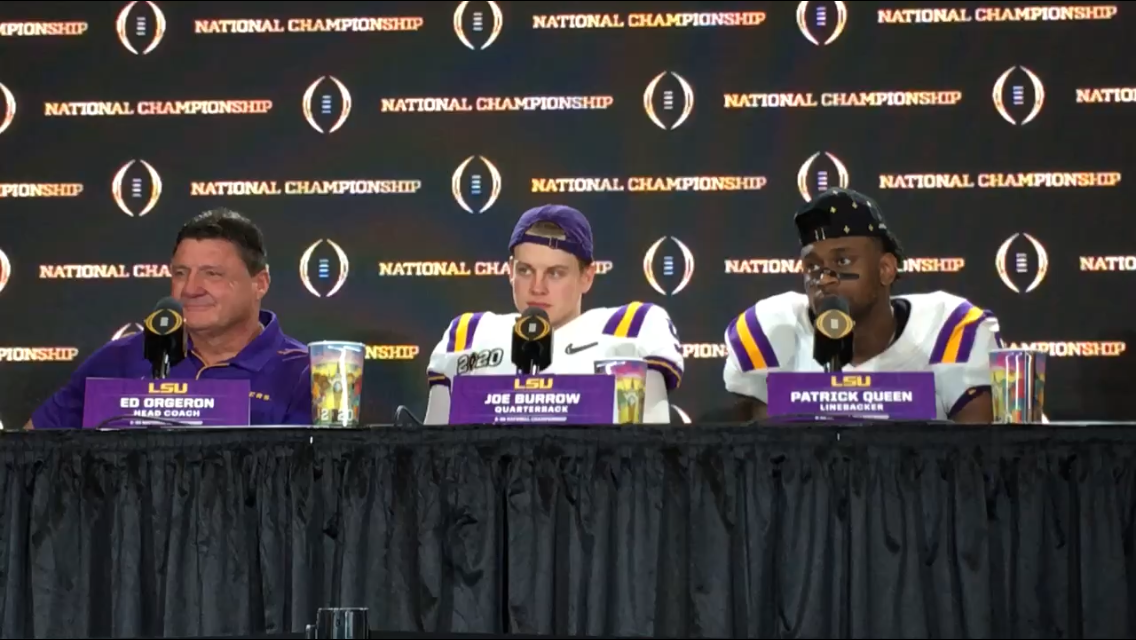
Burrow (centro) com o técnico principal da LSU, Ed Orgeron (esquerda) e o linebacker Patrick Queen (direita) no evento de imprensa pós-jogo do Campeonato Nacional de 2020 da LSU

Em uma vitória de 42–6 sobre Utah State, Burrow lançou para 344 jardas e cinco touchdowns, e se tornou o primeiro quarterback da universidade a lançar para mais de 300 jardas em quatro jogos consecutivos. A sequência chegou ao fim na semana seguinte contra Flórida, mas as 293 jardas e três passes para touchdown de Burrow ajudaram a levar a equipe a outra vitória, 42–28. Na semana seguinte, no sétimo jogo da temporada, Burrow eclipsou o recorde de touchdowns de passes em uma única temporada da LSU de 28 quando ele adicionou mais quatro em uma vitória contra Mississippi State. No jogo seguinte, a equipe venceu Auburn e Burrow estabeleceu um novo recorde da universidade de oito jogos de 300 jardas na carreira.
Quando a LSU jogou contra Alabama em 9 de novembro, o jogo também contou com dois candidatos principais para o Troféu Heisman: Burrow e o quarterback de Alabama, Tua Tagovailoa. LSU saiu vitorioso em um tiroteio de 46–41. Burrow passou para 393 jardas e três touchdowns no jogo, e foi novamente nomeado Jogador Ofensivo Nacional da Semana e Co-Jogador Ofensivo da Semana da SEC, dividindo o último com o companheiro de equipe Clyde Edwards-Helaire.
Na semana seguinte contra Ole Miss, Burrow lançou para 489 jardas e cinco passes para touchdown, e suas jardas de passe em uma única temporada superaram o recorde da LSU estabelecido por Rohan Davey em 2001. Burrow também estabeleceu um recorde da LSU de mais passes completos consecutivos com 17 durante o jogo. Em 30 de novembro, LSU garantiu uma temporada regular invicta com uma vitória de 50-7 sobre Texas A&M, na qual Burrow lançou para 352 jardas e três touchdowns. Durante o jogo, ele quebrou o recorde da SEC de mais jardas passada em uma única temporada - anteriormente estabelecido por Tim Couch de Kentucky - e empatou o recorde da conferência de mais touchdowns em uma única temporada (que havia sido estabelecido por Drew Lock de Missouri). Burrow assumiu a posse exclusiva do recorde de touchdown em uma única temporada da SEC na semana seguinte na Final da SEC, lançando para quatro touchdowns na vitória por 37-10 sobre Geórgia, que garantiu a vaga da equipe no College Football Playoff.

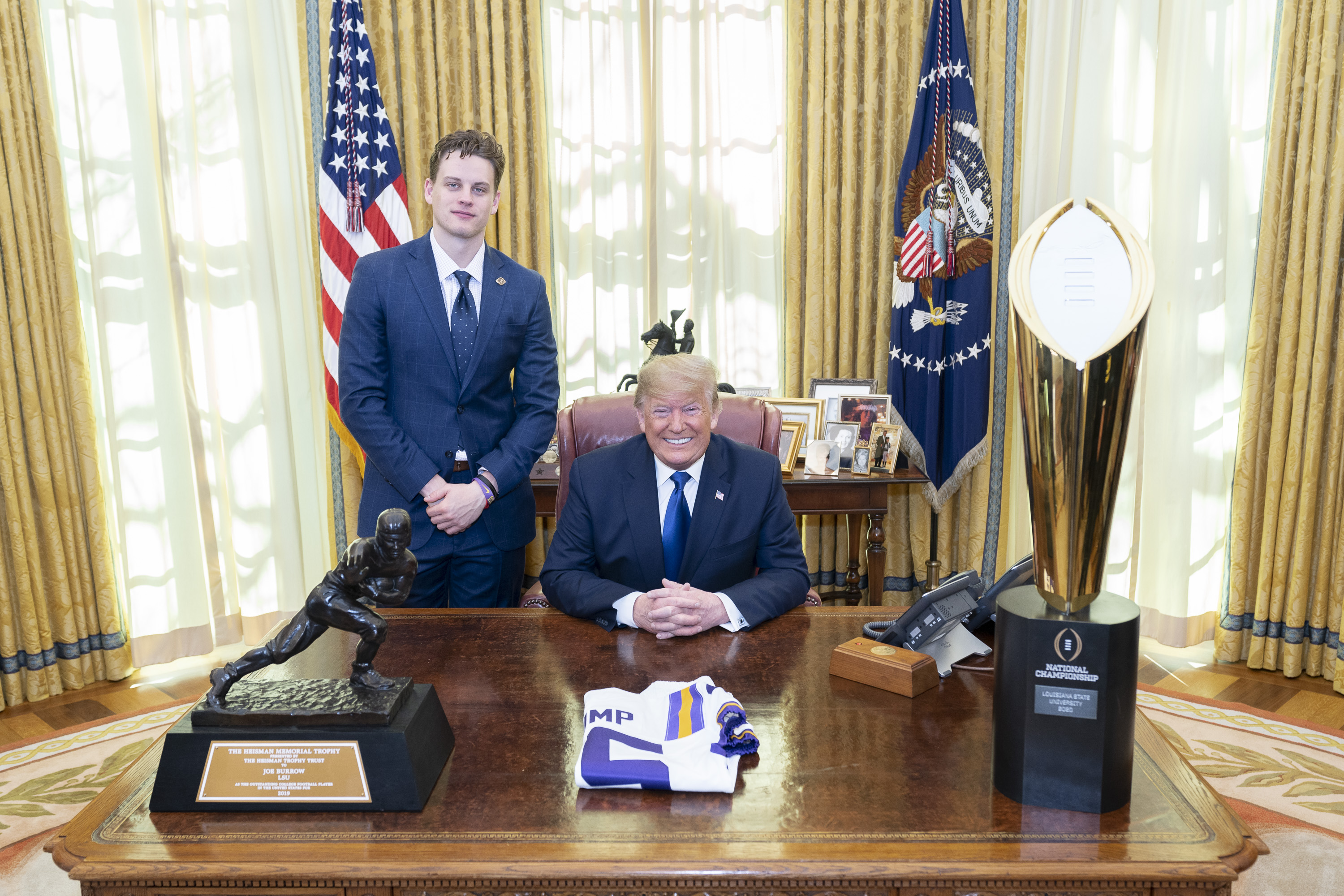
Burrow com o presidente Donald Trump na Casa Branca em 2020, após ganhar o Troféu Heisman no ano anterior

Em 14 de dezembro de 2019, Burrow recebeu o Troféu Heisman de 2019, recebendo 1.846 votos a mais do que o segundo colocado, Jalen Hurts. Foi a maior margem de vitória na história do prêmio. O discurso de Burrow se referiu à pobreza desenfreada e à insegurança alimentar que afeta sua cidade natal; logo após seu discurso, o banco de alimentos do Condado de Athens recebeu US$ 450.000 em doações. Burrow recebeu muitos outros prêmios durante a temporada de premiações do futebol universitário, incluindo Jogador Ofensivo do Ano da SEC e Jogador do Ano pela AP.
Na semifinal do College Football Playoff contra Oklahoma, Burrow lançou para sete touchdowns durante o primeiro tempo da disputa e teve um total de 493 jardas de passe — além de marcar um touchdown de corrida — em uma vitória de 63–28. Os oito touchdowns totais de Burrow foram todos marcados nos primeiros 35 minutos do jogo de 60 minutos, após o qual o quarterback foi retirado para dar-lhe descanso. Analistas chamaram o desempenho de um dos maiores da história do futebol americano universitário.
Na Final Nacional de 2020 contra Clemson, Burrow lançou para 463 jardas com seis touchdowns totais, cinco dos quais foram de passe, o que levou a LSU a uma vitória de 42–25 e ele foi nomeado o MVP ofensivo do jogo. Ele terminou sua temporada de 2019 com 60 touchdowns de passe, o que quebrou o recorde de temporada única da NCAA anteriormente estabelecido por Colt Brennan, com 58 em 2006. Burrow também estabeleceu um recorde de temporada única da NCAA com 65 touchdowns no total (que seria empatado por Bailey Zappe em 2021). Vários jornalistas esportivos consideraram a temporada a melhor de todos os tempos por um quarterback universitário.

### Estatísticas
| Temporada           | Time                | Jogos               | Jogos               | Passando            | Passando            | Passando            | Passando            | Passando            | Passando            | Passando            | Correndo            | Correndo            | Correndo            | Correndo            |
| Temporada           | Time                | Disp                | V-D                 | Cmp                 | Ten                 | %                   | Jardas              | TD                  | Int                 | Rtg                 | Ten                 | Jardas              | %                   | TD                  |
| Ohio State Buckeyes | Ohio State Buckeyes | Ohio State Buckeyes | Ohio State Buckeyes | Ohio State Buckeyes | Ohio State Buckeyes | Ohio State Buckeyes | Ohio State Buckeyes | Ohio State Buckeyes | Ohio State Buckeyes | Ohio State Buckeyes | Ohio State Buckeyes | Ohio State Buckeyes | Ohio State Buckeyes | Ohio State Buckeyes |
| ------------------- | ------------------- | ------------------- | ------------------- | ------------------- | ------------------- | ------------------- | ------------------- | ------------------- | ------------------- | ------------------- | ------------------- | ------------------- | ------------------- | ------------------- |
| 2015                | Ohio State          | 0                   | —                   | Não jogou           | Não jogou           | Não jogou           | Não jogou           | Não jogou           | Não jogou           | Não jogou           | Não jogou           | Não jogou           | Não jogou           | Não jogou           |
| 2016                | Ohio State          | 5                   | —                   | 22                  | 28                  | 78,6%               | 226                 | 2                   | 0                   | 169,9               | 12                  | 58                  | 4,8                 | 1                   |
| 2017                | Ohio State          | 5                   | —                   | 7                   | 11                  | 63,6%               | 61                  | 0                   | 0                   | 110,2               | 3                   | −5                  | −1,7                | 0                   |
| LSU Tigers          |                     |                     |                     |                     |                     |                     |                     |                     |                     |                     |                     |                     |                     |                     |
| 2018                | LSU                 | 13                  | 10–3                | 219                 | 379                 | 57,8%               | 2 894               | 16                  | 5                   | 133,2               | 128                 | 399                 | 3,1                 | 7                   |
| 2019                | LSU                 | 15                  | 15–0                | 402                 | 527                 | 76,3%*              | 5 671*              | 60*                 | 6                   | 202,0*              | 115                 | 368                 | 3,2                 | 5                   |
| Carreira            | Carreira            | 38                  | 25–3                | 650                 | 945                 | 68,8%               | 8 852               | 78                  | 11                  | 172,4               | 258                 | 820                 | 3,2                 | 13                  |

## Carreira profissional

### Cincinnati Bengals

#### 2020

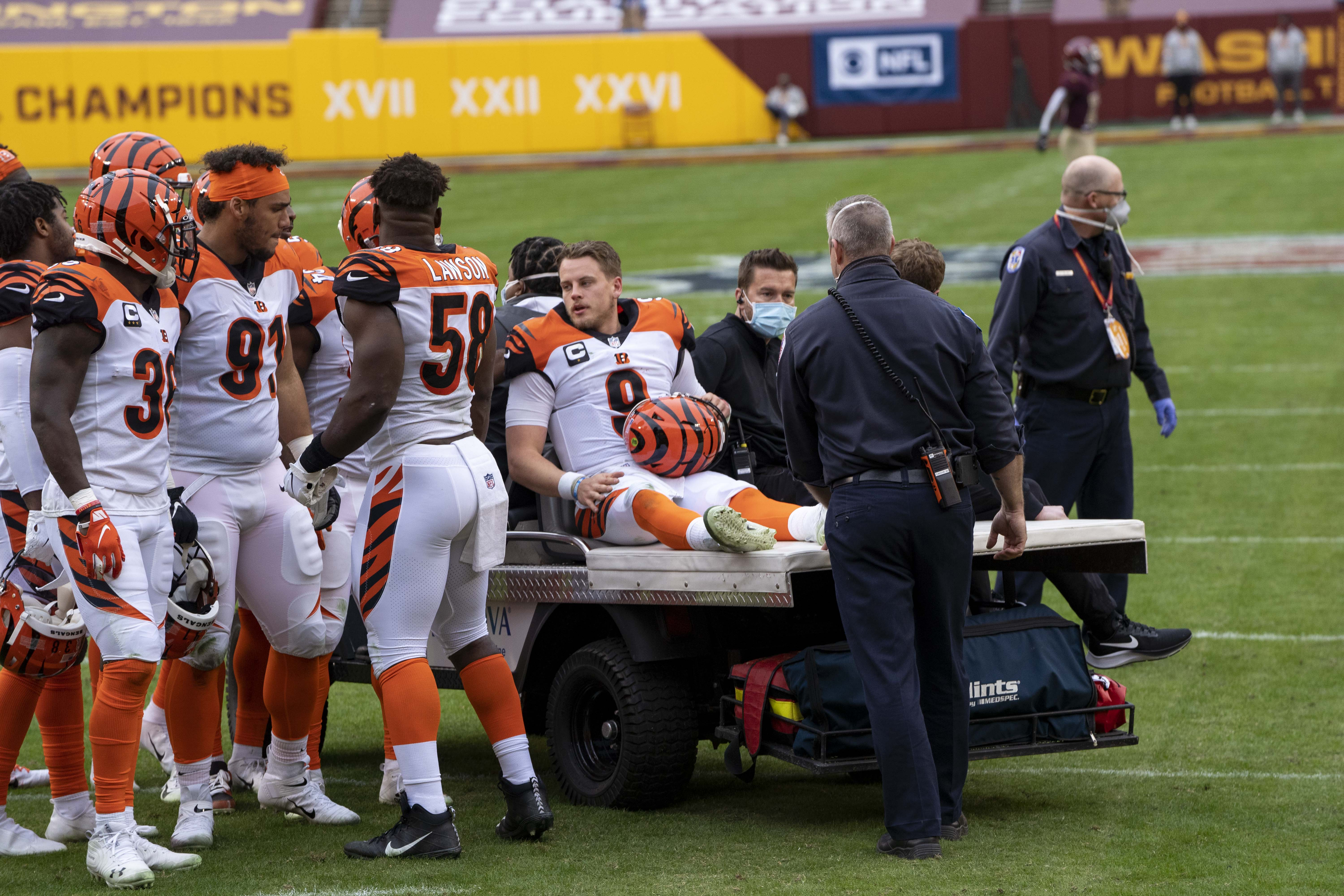
Burrow sendo retirado do campo após uma lesão no joelho que o encerrou em sua temporada de estreia.

Burrow foi selecionado em primeiro lugar geral pelo Cincinnati Bengals no Draft da NFL de 2020. Ele foi o terceiro quarterback vencedor consecutivo do Heisman a ser selecionado em primeiro lugar geral, depois de Baker Mayfield e Kyler Murray. Burrow assinou seu contrato de novato de quatro anos e US$ 36,1 milhões em 31 de julho de 2020.
Burrow foi o único quarterback novato de sua classe de draft a ser titular na semana de abertura. Em sua estreia, ele lançou para 193 jardas de passe e uma interceptação, enquanto adicionou 46 jardas de corrida e um touchdown em uma derrota de 16-13 contra o Los Angeles Chargers. Durante o jogo seguinte contra o Cleveland Browns, Burrow lançou seu primeiro touchdown de passe da carreira, um passe de 23 jardas para o tight end C. J. Uzomah. Embora os Bengals tenham perdido o jogo por 35–30, ele tentou 61 passes, completando 37 deles para 316 jardas e três touchdowns, o que quebrou o recorde da NFL de mais passes completos por um quarterback novato em um único jogo. Duas semanas depois, Burrow conquistou sua primeira vitória na carreira ao derrotar o Jacksonville Jaguars. Ele também se tornou o primeiro quarterback novato a lançar para 300 ou mais jardas em três jogos consecutivos.
Em um jogo da Semana 7 contra os Browns, Burrow teve 406 jardas e três touchdowns passados, um touchdown corrido e uma interceptação em uma derrota por 37–34. Ele se tornou o primeiro novato na história da NFL com pelo menos 400 jardas e três touchdowns passados e um touchdown corridos em um único jogo, e completou mais passes (221) do que qualquer outro jogador na história da NFL durante seus primeiros oito jogos. No segundo tempo de um jogo da Semana 11 contra Washington, Burrow foi atingido por baixo enquanto lançava um passe e, posteriormente, rompeu o ligamento cruzado anterior e o ligamento colateral medial do joelho esquerdo, entre outros danos ao ligamento cruzado posterior e ao menisco.

#### 2021

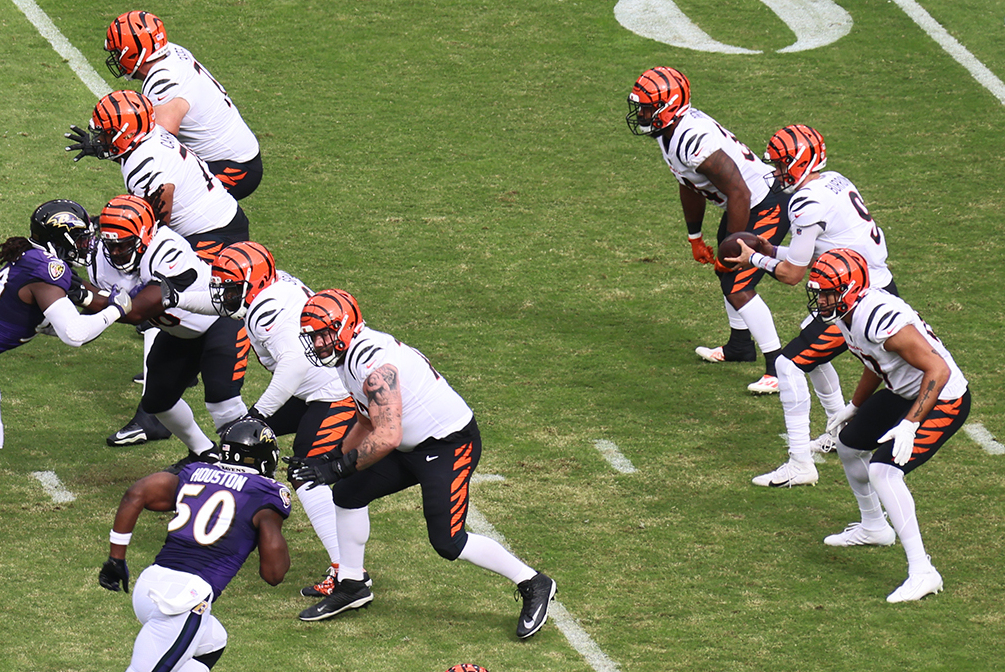
Burrow jogando contra o Baltimore Ravens no M&T Bank Stadium em Baltimore em outubro de 2021

Em 6 de setembro, os Bengals confirmaram que Burrow havia concluído sua reabilitação e seria o titular da Semana 1. Ele voltou de sua lesão e ajudou a liderar os Bengals para um início de 2–1. Na Semana 4, Burrow completou 25 de 32 passes para 348 jardas e dois touchdowns em uma vitória de 24–21 sobre os Jaguars, ganhando o prêmio de Jogador Ofensivo da Semana da AFC.
Contra o Baltimore Ravens na Semana 16, Burrow completou 37 de 46 passes, lançou para 525 jardas, o recorde da carreira, enquanto também lançou quatro touchdowns, na vitória por 41–21. As 525 jardas de Burrow foram a quarta maior quantidade de jardas passadas em um jogo na história da NFL e quebraram o recorde da franquia de Boomer Esiason de mais jardas passadas em um jogo como resultado. A vitória neste jogo foi a nona de Cincinnati no ano, conquistando o primeiro recorde de vitórias para o time desde a temporada de 2015 e colocou os Bengals em primeiro lugar na AFC North. Burrow foi nomeado Jogador Ofensivo da Semana da AFC como resultado de seu desempenho.
Na semana seguinte, contra o Kansas City Chiefs, Burrow lançou para 446 jardas e quatro touchdowns na vitória por 34–31. A vitória ajudou os Bengals a conquistar a AFC North e uma vaga nos playoffs pela primeira vez desde 2015. Burrow terminou a temporada jogando em 16 jogos com 4.611 jardas e 34 touchdowns passados, ambos recordes da franquia. Ele também liderou a liga em porcentagem de conclusão (70,4%) e jardas por tentativa de passe (8,9), mas também liderou a liga em sacks sofridos.
Em sua estreia nos playoffs, Burrow lançou para 244 jardas e dois touchdowns na vitória por 26–19 contra o Las Vegas Raiders no Wild Card, encerrando a seca de vitórias dos Bengals nos playoffs que estava ativa desde a temporada de 1990. Durante a Divisional Round contra o Tennessee Titans, Burrow lançou para 348 jardas e uma interceptação na vitória por 19–16, que foi a primeira vez na história da franquia que os Bengals venceram um jogo de playoffs fora de casa. A vitória ocorreu apesar de Burrow ter sido sacado nove vezes, empatando com Warren Moon em 1993 com o maior número de sacks em um jogo de playoffs e se tornando o quarterback mais sacks a vencer um jogo de playoff. No AFC Championship Game contra os Chiefs, Burrow lançou para 250 jardas, dois touchdowns, uma interceptação e ajudou os Bengals a superar um déficit de 21–3 para vencer por 27–24 na prorrogação. Com a vitória, os Bengals chegaram ao Super Bowl LVI, sua primeira aparição desde o Super Bowl XXIII em 1988. No Super Bowl, Burrow lançou para 263 jardas e um touchdown, mas foi sacado 7 vezes, perdendo para o Los Angeles Rams por 23–20. Burrow estabeleceu um recorde de playoffs de mais vezes sacado em uma única pós-temporada com 19. Ele foi classificado em 21º por seus colegas jogadores no NFL Top 100 Players de 2022.

#### 2022

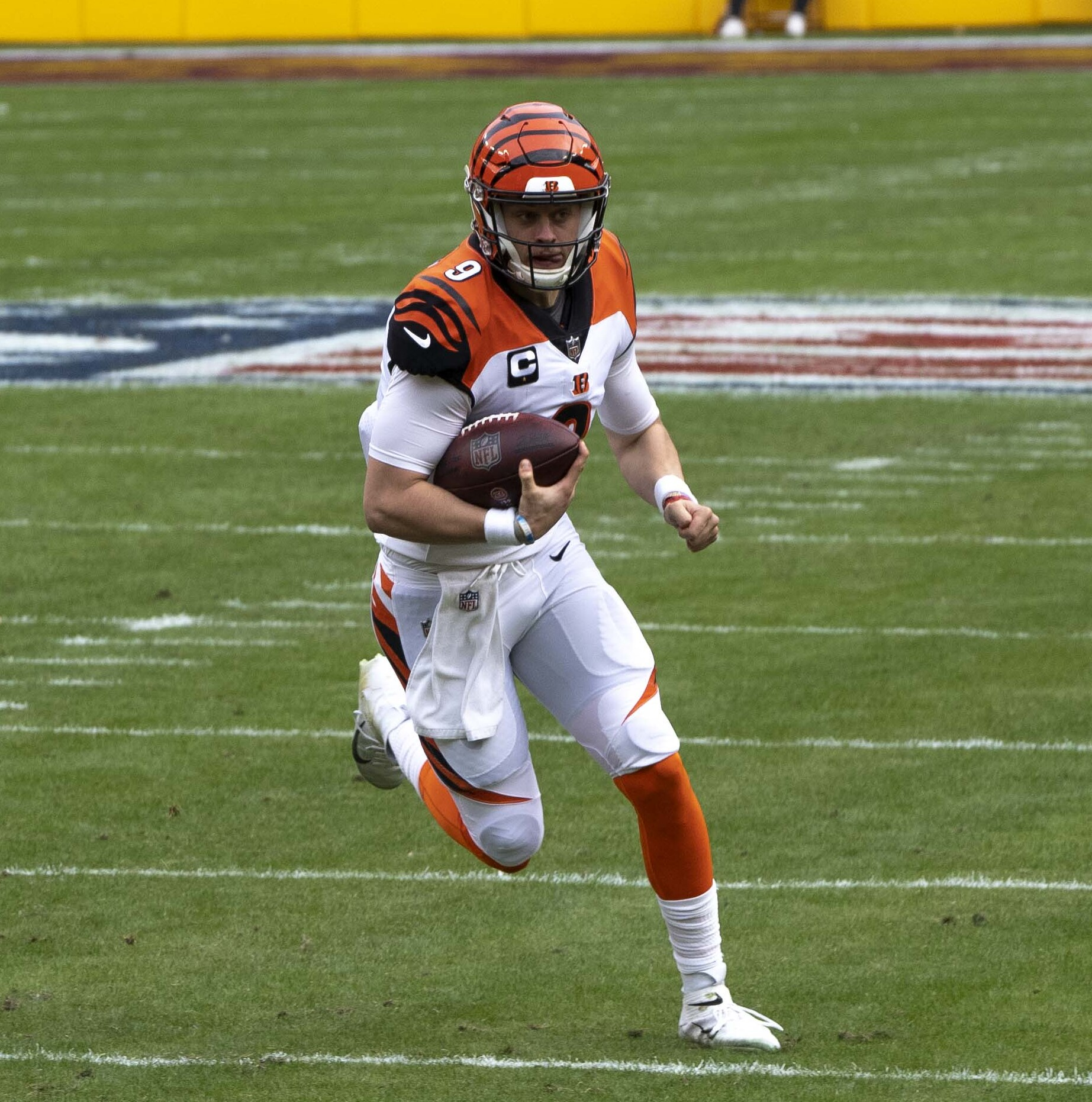
Joe Burrow com os Bengals.

Burrow passou por uma cirurgia de emergência para remover seu apêndice em 26 de julho de 2022 como resultado de uma apendicite grave. Na Semana 1 contra o Pittsburgh Steelers, Burrow cometeu cinco turnovers, o recorde de sua carreira, que incluiu perder um fumble e lançar quatro interceptações, além de ser sacado sete vezes na derrota por 23-20 na prorrogação. Burrow retornou ao estado da Louisiana na Semana 6 contra o New Orleans Saints, retornando ao Caesars Superdome pela primeira vez desde que venceu o College National Championship. Burrow lançou para 300 jardas e três touchdowns na vitória por 30-26, dois dos quais para o ex-companheiro de equipe da universidade, Ja'Marr Chase. Na semana seguinte contra o Atlanta Falcons, Burrow terminou o jogo lançando para 481 jardas na vitória por 35-17. O jogo foi o quinto jogo de Burrow com mais de 400 jardas de passe, estabelecendo um recorde da NFL de mais jogos de 400 jardas nas três primeiras temporadas de um jogador. Foi também seu segundo jogo com mais de 500 jardas de ataque e quatro touchdowns, tornando-o o primeiro jogador a conseguir isso várias vezes. Burrow foi nomeado Jogador Ofensivo da Semana da AFC como resultado de seu desempenho.
Na Semana 13, Burrow lançou para 286 jardas e dois touchdowns, juntamente com 46 jardas corridas e um touchdown em uma vitória de 27–24 sobre os Chiefs, ganhando o Jogador Ofensivo da Semana da AFC. Em 21 de dezembro, Burrow foi selecionado para o Pro Bowl pela primeira vez em sua carreira. Em seu confronto da Semana 15 contra o Tampa Bay Buccaneers, os Bengals se encontraram perdendo por 17–3 no intervalo. Burrow orquestrou uma recuperação notável no segundo tempo, levando o time a 31 pontos e lançando quatro passes para touchdown para quatro recebedores diferentes para levar o time a uma vitória de 34–23. Na semana seguinte, Burrow lançou para 375 jardas e três touchdowns em uma vitória de 22–18 sobre o New England Patriots, ganhando seu terceiro Prêmio de Jogador Ofensivo da Semana da AFC da temporada.
O jogo da Semana 17 dos Bengals contra o Buffalo Bills foi declarado empatado devido à parada cardíaca do safety dos Bills, Damar Hamlin, no jogo. Isso resultou no Bengals sendo declarado campeão da AFC North antes de sua partida final contra Baltimore, marcando a primeira vez que a franquia ganhou títulos de divisão consecutivos. Ele terminou a temporada em quinto lugar na NFL em conclusões (414) e jardas de passe (4.475), enquanto seu recorde da franquia de 35 passes para touchdown ficou em 2º lugar. Enquanto isso, os Bengals terminaram com um recorde de 12–4, seu melhor recorde desde 2015, e venceu seus últimos oito jogos consecutivamente.
Nos playoffs da NFL de 2022, Burrow levou os Bengals a uma vitória apertada sobre os Ravens no Wild Card e uma vitória decisiva sobre os Bills no Divisional Round a caminho de sua segunda aparição consecutiva no AFC Championship Game. Em uma revanche do ano anterior, os Bengals perderam para o eventual campeão do Super Bowl, Chiefs, por 23–20. Ele foi classificado em 6º lugar por seus colegas jogadores no NFL Top 100 Players de 2023, seu primeiro top 10 na lista.

#### 2023
Antes da temporada, Burrow sofreu uma distensão na panturrilha direita. O técnico dos Bengals, Zac Taylor, declarou inicialmente que Burrow ficaria afastado por "várias semanas", sem um cronograma claro para seu retorno, mas depois fez um anúncio ousado de que ele estava "melhor do que nunca", o que implica uma recuperação mais positiva do que o esperado. Em 7 de setembro de 2023, Burrow assinou uma extensão de contrato de cinco anos e US$ 275 milhões, ultrapassando Justin Herbert para se tornar o jogador mais bem pago da história da NFL anualmente, com um salário médio anual de US$ 55 milhões.
Na Semana 8, Burrow lançou para 283 jardas e três touchdowns, completando 87,5% dos passes em uma vitória de 31–17 sobre o San Francisco 49ers, ganhando o Prêmio de Jogador Ofensivo da Semana da AFC. Durante o primeiro tempo do jogo, Burrow redefiniu seu recorde da carreira com 19 passes completos consecutivos.
Em 16 de novembro, Burrow sofreu uma ruptura do ligamento escafolunar no pulso direito no primeiro tempo do jogo da Semana 11 contra os Ravens. No dia seguinte, os Bengals anunciaram que Burrow perderia o restante da temporada. Em 17 de novembro de 2023, a NFL iniciou uma investigação para saber se os Bengals estavam em conformidade com a política de relatórios de lesões, já que os Bengals postaram e depois apagaram um vídeo de Burrow usando o que parecia ser um gesso macio na mão direita no dia anterior. Em 9 de dezembro de 2023, a NFL concluiu sua investigação e descobriu que os Bengals estavam em conformidade com a política de relatórios de lesões da liga.
Burrow continuou envolvido com as atividades da equipe e apoiou seus companheiros de equipe, particularmente o quarterback reserva Jake Browning, em todos os jogos restantes da temporada de 2023.

#### 2024
Burrow se recuperou totalmente da cirurgia no pulso a tempo para a temporada de 2024. Ele e os Bengals abriram a temporada com duas derrotas nos dois jogos primeiras partidas pelo terceiro ano consecutivo após derrotas para os Patriots e Chiefs. O terceiro jogo da temporada veio com outra derrota, para o Washington Commanders, apesar dele ter lançado para 324 jardas, três touchdowns e nenhum turnover. Antes da semana 4 contra o Carolina Panthers, Burrow fez um discurso pré-jogo atípico. O discurso ressoou com a equipe, já que os Bengals venceram seu primeiro jogo da temporada, com Burrow passando para 232 jardas e dois touchdowns, ambos no primeiro tempo.
Na semana 5, Burrow lançou para 353 jardas e teve a melhor marca da carreira com cinco touchdown passados na derrota para o Baltimore Ravens por 41 a 38, na prorrogação. Começando o ano com uma vitória em cinco jogos, Burrow então liderou seu time em vitórias contra o New York Giants e Cleveland Browns, incluindo uma corrida para touchdown de 47 jardas contra os Giants e dois touchdowns no segundo tempo contra os Browns. Na semana 9, Burrow lançou para 251 jardas, cinco passes para touchdown e uma interceptação, o recorde de sua carreira, na vitória por 41 a 24 sobre o Las Vegas Raiders. Depois de vencer os Raiders, Burrow lançou para 428 jardas e quatro touchdowns contra os Ravens, seguido por uma performance de 356 jardas e três touchdowns contra os Chargers. Apesar de seus esforços, os Bengals perderam os dois jogos, tornando Burrow o primeiro jogador a lançar para mais de 300 jardas com pelo menos três TDs e nenhuma interceptação em jogos consecutivos e perder ambos no tempo regulamentar.
Contra os Steelers na semana 13, Burrow teve outro dia de passes prolífico, terminando com 309 jardas e três touchdowns, mas também cometeu três turnovers, enquanto os Bengals perderam por 44 a 38 e caíram para quatro vitórias e oito derrotas na temporada. Com suas esperanças de playoff diminuindo, Burrow liderou os Bengals em uma sequência de quatro vitórias para chegar a 8 vitórias e 8 derrotas indo para a semana final. Durante a sequência, Burrow completou mais de 75% de seus passes para 1 304 jardas, doze touchdowns e três interceptações para um passer rating de 116, destacada por uma performance de 412 jardas e quatro touchdowns contra o Denver Broncos em um cenário de eliminação. O desempenho também marcou a oitava partida consecutiva de Burrow com pelo menos 250 jardas aéreas e três touchdowns, a sequência mais longa da história da NFL.

## Estatísticas da carreira
| Ano   | Time  | Jogos | Passando | Passando | Passando | Passando | Passando | Passando | Passando | Passando | Correndo | Correndo | Correndo | Correndo | Fumbles | Fumbles  |
| Ano   | Time  | Disp  | Comp     | Ten      | Pct      | Jardas   | Média    | TD       | Int      | Rtg      | Ten      | Jardas   | Média    | TD       | Fum     | Perdidos |
| ----- | ----- | ----- | -------- | -------- | -------- | -------- | -------- | -------- | -------- | -------- | -------- | -------- | -------- | -------- | ------- | -------- |
| 2020  | CIN   | 10    | 264      | 404      | 65,4%    | 2 688    | 6,7      | 13       | 5        | 89,8     | 37       | 142      | 3,8      | 3        | 9       | 4        |
| 2021  | CIN   | 16    | 366      | 520      | 70,4%    | 4 611    | 8,9      | 34       | 14       | 108,3    | 40       | 118      | 2,9      | 2        | 5       | 2        |
| 2022  | CIN   | 16    | 414      | 606      | 68,3%    | 4 475    | 7,4      | 35       | 12       | 100,8    | 75       | 257      | 3,4      | 5        | 6       | 3        |
| 2023  | CIN   | 10    | 244      | 365      | 66,8%    | 2 309    | 6,3      | 15       | 6        | 91,0     | 31       | 88       | 2,8      | 0        | 2       | 1        |
| 2024  | CIN   | 17    | 460      | 652      | 70,6%    | 4 918    | 7,5      | 43       | 9        | 108,5    | 42       | 201      | 4,8      | 2        | 11      | 5        |
| Total | Total | 69    | 1 748    | 2 547    | 68,8%    | 19 001   | 7,5      | 140      | 46       | 101,2    | 225      | 806      | 3,6      | 12       | 33      | 15       |

## Perfil do jogador
"Burrow é considerado um cara relativamente quieto e ocasionalmente excêntrico. Mas ele é amado no vestiário de LSU, principalmente porque joga com uma competitividade que beira o fanatismo."

– Robert Mays do The Ringer em um perfil sobre Burrow (novembro de 2019).
Durante seu terceiro ano na LSU, muitos olheiros viam Burrow como "um projeto de última hora e um possível reserva". Ele era visto como tendo características físicas limitadas e produção média antes de sua última temporada. O analista da SEC, Jordan Rodgers, opinou que Burrow era "extremamente inconsistente e, francamente, muito ruim contra bons competidores" em 2018. A temporada de 2019 de Burrow foi citada como ajudando a chamar mais atenção dos olheiros para reconsiderar sua avaliação dele, e seu QI de futebol americano, precisão, mobilidade e criação de jogadas foram todos citados como pontos fortes de seu jogo.

### QI
O QI de futebol americano de Burrow tem sido frequentemente citado por escritores, treinadores, coordenadores e outros jogadores como um aspecto crítico do jogo de Burrow. Ele foi analisado como sendo capaz de processar defesas adversárias rapidamente. Burrow foi notado pela Sports Illustrated por sua tendência de "mudar frequentemente as rotas do recebedor com base em formações defensivas". O analista do College GameDay, Kirk Herbstreit, comparou Burrow a um "co-coordenador ofensivo", afirmando "Esse é o modelo da NFL, quando você tem um quarterback capaz de investir e se comunicar nesse nível. Burrow é a vanguarda desse molde. Quando assisto à LSU, não é apenas o ataque de Joe Brady — é o ataque de Joe Brady e Joe Burrow." Como um jogador dos Bengals, Burrow foi notado por ter chamado suas próprias jogadas com sucesso durante o jogo da Rodada Divisional de 2021 contra o Tennessee Titans.
Burrow joga xadrez em seu tempo livre, bem como durante a preparação do jogo. Ele mantém um tabuleiro de xadrez em seu armário. Antes do Super Bowl LVI, Burrow jogou dez partidas de xadrez online. O cornerback dos Bengals, Chidobe Awuzie, que joga xadrez com Burrow, comentou "O fato de ele jogar xadrez permite que você saiba que ele é capaz de priorizar certas coisas e articular coisas muito rápido e ter reconhecimento de formação."

### Precisão e características físicas

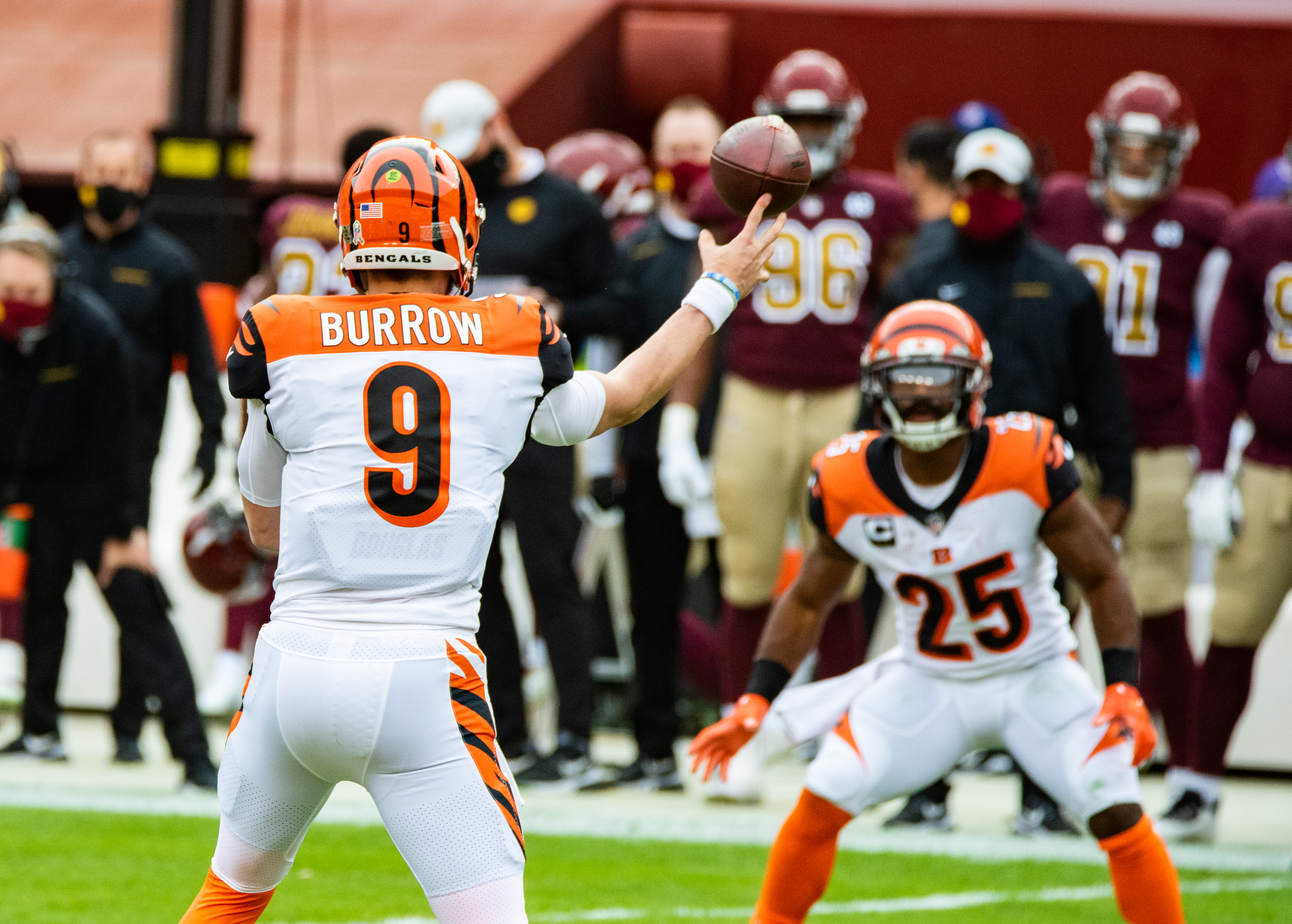
Burrow faz um passe para o running back dos Bengals, Giovani Bernard, em novembro de 2020.

Os jornalistas esportivos elogiaram a precisão de Burrow, chamando sua colocação de bola de elite. O coordenador ofensivo dos Bengals, Brian Callahan, declarou que Burrow tem "uma habilidade incrível de colocar a bola com precisão em movimento em qualquer lugar do campo." Charlie Goldsmith do The Cincinnati Enquirer escreveu que Burrow possui características de elite em relação à sua "combinação de evitar a blitz e sua precisão".
Seu movimento e jogo de pés para ajudá-lo a evitar sacks, foi notada por jornalistas esportivos. O The Athletic escreveu positivamente sobre Burrow afirmando que ele evita os defensores e é capaz de encontrar espaço para fazer um arremesso ou correr com a bola sozinho.

### Intangíveis
Intangíveis como dedicação, ética de trabalho e liderança também contribuíram para a decisão dos Bengals de escolhê-lo em primeiro lugar no geral. O ex-running back do New England Patriots, Kevin Faulk, comparou Burrow a Tom Brady, notando a postura e competitividade do primeiro. Uma vez na NFL, Burrow atraiu mais comparações com Brady do coordenador defensivo dos Chiefs, Steve Spagnuolo.
A liderança de Burrow também foi notada por companheiros de equipe e oponentes; o veterano Mike Daniels falou sobre Burrow ter sido eleito capitão do time como um novato, afirmando que ele ganhou o respeito de seus companheiros veteranos antes mesmo de jogar. O quarterback do Kansas City Chiefs, Patrick Mahomes, declarou: "Ele não é apenas um grande jogador, eu acho que ele é um grande líder. Ele tem aquele talento especial de liderar qualquer um." Mahomes e o linebacker do Baltimore Ravens, Patrick Queen, também notaram o "swag" ou "swagger" de Burrow. De fato, Burrow foi notado por escritores por seu comportamento "cool" dentro e fora do campo. O escritor do ProFootballTalk, Peter King, escreveu que "a mentalidade de aço de Burrow e seu braço direito o estão colocando no caminho da grandeza. Eu não apostaria contra ele." A atitude de Burrow foi atribuída como um fator em sua capacidade de permanecer calmo sob pressão no jogo, rendendo a ele os apelidos de "Joe Cool" e "Joe Brrr".